# Tombak

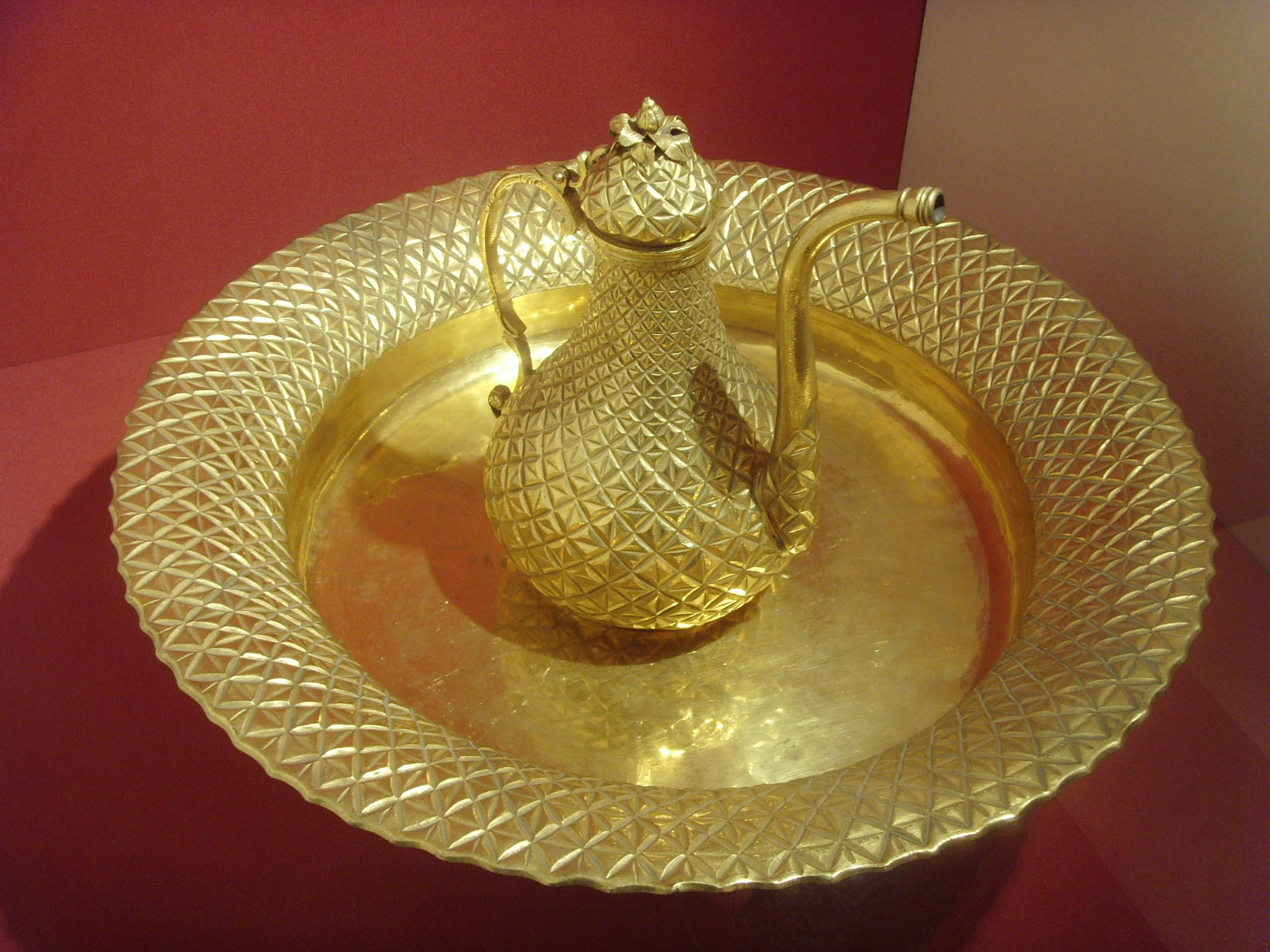
Osmańskie naczynia z tombaku w Muzeum Sztuki Tureckiej i Islamskiej w Stambule

Tombak, mosiądz czerwony – stop miedzi z cynkiem, zawierający powyżej 80% miedzi. Cechuje się żółtą barwą przypominającą złoto, jest jednak mało wartościowy, a w celu uniknięcia pomylenia go ze złotem na biżuterii z tombaku wybija się znak probierczy .

## Etymologia
Słowo tombak wywodzi się z malajskiego/indonezyjskiego tĕmbaga oznaczającego miedź. Do Europy trafiło za pośrednictwem Holendrów.

## Zastosowanie
Stosowany głównie jako imitacja złota do wyrobów artystycznych i jubilerskich oraz instrumentów muzycznych, a także na wężownice, rurki manometryczne i do platerowania. Jest też używany do produkcji pocisków i naboi pistoletowych i karabinowych w celu zmniejszenia tarcia między pociskiem a lufą w czasie wystrzału (co służy zwiększeniu żywotności lufy) lub w celu zmiany właściwości plastycznych pocisku.